# VP6
Ne doit pas être confondu avec IPv6.
TrueMotion VP6 est un codec vidéo propriétaire développé par On2 Technologies et le successeur du VP3 et VP5.
En novembre 2003, On2 Technologies ont annoncé que le VP6 avait été choisi pour le Enhanced Versatile Disc (EVD), concurrent du DVD en Chine.
En janvier 2005, On2 ont annoncé un nouveau codec le VP7, offrant une meilleure compression que le VP6.
En août 2005, Macromedia ont annoncé qu'ils avaient sélectionné le codec VP6 pour leurs produits et notamment pour Flash Player 8.
En décembre 2005, Skype ont annoncé qu'ils avaient sélectionné le codec VP6 pour les Visioconférences.